# Louise Mountbatten
Pour l’article homonyme, voir Louise Mountbatten-Windsor.
Titres
Reine consort de Suède
29 octobre 1950 – 7 mars 1965
(14 ans, 4 mois et 6 jours)
Princesse héritière consort de Suède
3 novembre 1923 – 29 octobre 1950
(26 ans, 11 mois et 26 jours)
Signature
Louise Mountbatten, née le 13 juillet 1889 à Seeheim-Jugenheim (grand-duché de Hesse) et morte le 7 mars 1965 à Stockholm (Suède), est une reine consort de Suède, épouse du roi Gustave VI Adolphe.

## Biographie

### Jeunesse
Louise Mountbatten est née « Son Altesse Sérénissime la princesse Louise de Battenberg » au château d'Heiligenberg près de Darmstadt dans le grand-duché de Hesse. Elle est la fille du prince Louis de Battenberg, amiral de la flotte britannique, et de Victoria de Hesse-Darmstadt, la petite-fille de la reine Victoria. Louise est la sœur cadette d'Alice de Battenberg, la sœur aînée de George Mountbatten et de Louis Mountbatten, la tante du prince Philip, duc d'Édimbourg, et la nièce de la tsarine Alix de Hesse-Darmstadt. 

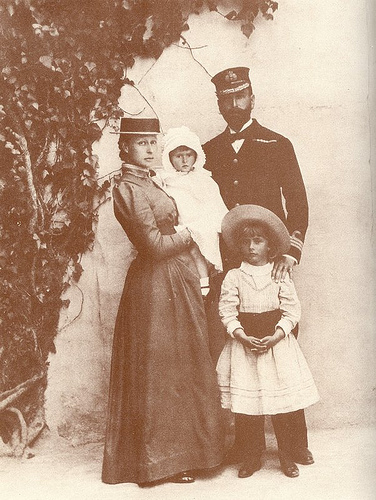
Louise avec ses parents et sa sœur en 1889.

En raison des affectations militaires de Louis de Battenberg, la famille se déplace entre différents territoires de l'Empire britannique, comme Malte, mais retourne souvent au château d'Heiligenberg qu'elle considère comme une maison de vacances, tout en conservant une résidence en Angleterre. Louise rend souvent visite avec sa mère à son arrière-grand-mère, la reine Victoria, sur l'île de Wight. La famille est décrite comme harmonieuse ; le mariage des parents de Louise est heureux, et Louise est particulièrement proche de son frère Louis, avec qui elle correspond jusqu'à sa mort. Louise et sa sœur sont éduquées par des gouvernantes, à l'exception d'une brève période où elles suivent des cours à l'école de filles de Darmstadt.
En 1914, Louise et sa mère visitent l'Empire russe et sont invitées à un voyage sur la Volga avec leurs parents de la famille impériale. Lors de sa visite, Louise constate avec inquiétude l'influence de Raspoutine. Le voyage est interrompu par le déclenchement soudain de la Première Guerre mondiale et le père de Louise leur télégraphie pour qu'elles reviennent immédiatement. La mère de Louise confie ses bijoux à l'impératrice pour les garder en lieu sûr, et elles quittent la Russie par bateau depuis Hapsal en Estonie et se rendent en Suède, pays neutre, payant le voyage avec de l'or, car leur argent n'est alors plus acceptable en Russie. Elles passent la veille de leur retour en Grande-Bretagne au château de Drottningholm, invitées par le prince héritier Gustave-Adolphe de Suède et son épouse la princesse Margaret de Connaught, cousine de Victoria.
Pendant la Première Guerre mondiale, Louise s'engage d'abord au sein de la Soldiers and Sailors Families Association et de la Smokes for Soldiers and Sailors, mais elle s'enrôle rapidement dans la Croix-Rouge pour servir comme infirmière sur le front en France. Elle exerce dans un hôpital militaire français à Nevers, puis dans un hôpital de guerre à Palavas de mars 1915 à juillet 1917. Elle est récompensée pour son travail acharné et reçoit la British War Medal, la Victory Medal et la Royal Red Cross, ainsi que la Médaille de la Reconnaissance française. Après la guerre, elle est active dans le travail social auprès des enfants de Battersea à Londres. 
Son père renonce à tous ses titres allemands en 1917, pendant la Première Guerre mondiale, et anglicise le nom de « Battenberg » en « Mountbatten ». Lorsqu'il est créé premier marquis de Milford Haven dans la pairie du Royaume-Uni, elle devient « Lady Louise Mountbatten ». 

### Mariage

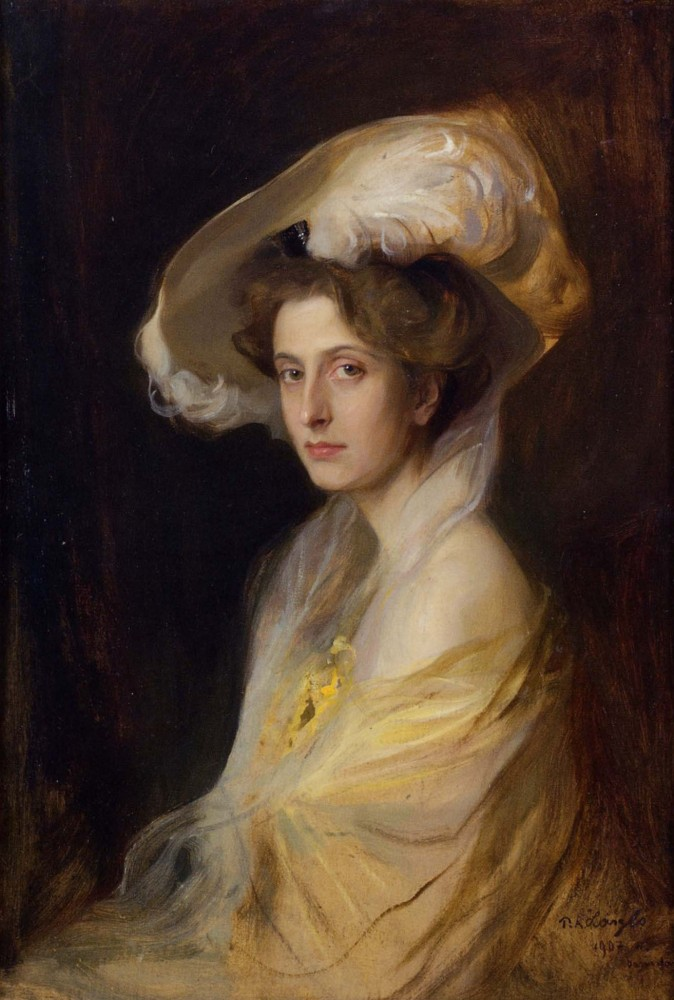
Louise en 1907 par Philip de László.

En 1909, Louise reçoit une proposition de mariage de la part de Manuel II de Portugal. Son grand-oncle, le roi Édouard VII du Royaume-Uni, souhaite qu'elle accepte, mais elle repousse l'offre, car elle souhaite se marier par amour. Édouard demande à ses parents de l'amener à changer d'avis mais elle persiste. À l'âge de vingt ans, Louise se fiance secrètement avec le prince Christophe de Grèce, mais ils sont contraints de renoncer à leur relation pour des raisons financières. Peu de temps avant le déclenchement de la Première Guerre mondiale, Louise tombe amoureuse d'un homme que ses parents approuvent mais qui est tué au début du conflit. Plus tard, pendant la guerre, alors qu'elle est infirmière volontaire à Nevers, elle entame une relation avec Alexander Stuart-Hill, un artiste écossais vivant à Paris. Prévoyant que ses parents seraient déçus de son choix, Louise garde le secret sur leurs fiançailles. Finalement, elle se confie à ses parents, qui sont compréhensifs, et invite Stuart-Hill à Kent House à deux reprises. Sa famille, qui le surnomme « Shakespeare » à cause de son apparence étrange, le trouve excentrique et affecté. Faute de ressources, les fiancés acceptent de reporter le mariage à l'après-guerre. Cependant, en 1918, le père de Louise lui explique que Stuart-Hill est très probablement homosexuel et qu'un mariage avec lui est impossible.
En 1923, le prince héritier Gustave-Adolphe de Suède, veuf depuis trois ans de la cousine de la mère de Louise, la princesse Margaret de Connaught, se rend à Londres et, à la surprise de Louise, commence à la courtiser. Bien que Louise ait déclaré qu'elle n'épouserait jamais un roi ou un veuf, elle accepte la proposition d'un homme destiné à être les deux. Cependant, en vertu de la loi de succession suédoise de 1810 , un prince de la maison royale suédoise perd son droit de succession au trône s'il, « avec ou sans la connaissance et le consentement du roi, épouse la fille d'un particulier suédois ou étranger ». Une fois les fiançailles du couple annoncées, il y a des discussions animées dans les médias pour savoir si la future mariée est constitutionnellement éligible pour devenir la future reine de Suède. En réponse, le ministère suédois des Affaires étrangères, citant la loi en question, précise que l'expression « la fille d'un Suédois ou d'un particulier étranger » signifie « celle qui n'appartient pas à une famille souveraine ou à une famille qui, selon la pratique internationale, est égale à ce statut », et annonce que le gouvernement suédois a « demandé au gouvernement britannique des explications sur la position de Lady Louise Mountbatten à cet égard ». Le ministère annonce en outre qu'à la suite de la réponse du gouvernement britannique et de l'enquête ultérieure sur l'affaire, il est déterminé que le choix de la future épouse par le prince héritier est conforme à la loi de succession, concluant ainsi le débat sur les noces imminentes.

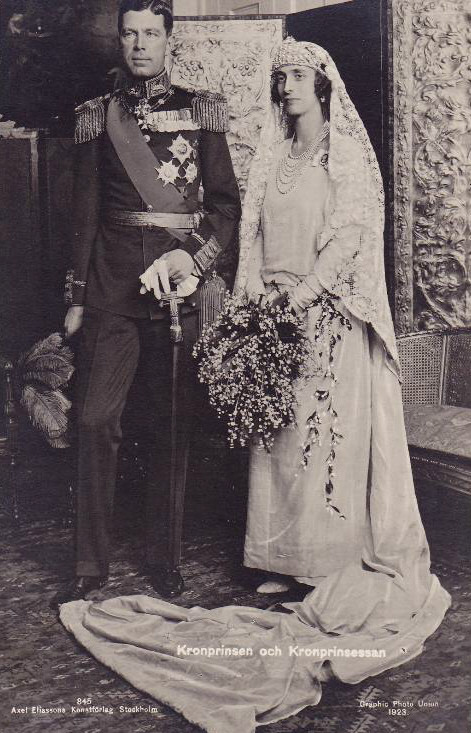
Louise et Gustave-Adolphe le jour de leur mariage.

Le 27 octobre 1923, les plénipotentiaires respectifs de la Suède et de la Grande-Bretagne signent le « Traité entre la Grande-Bretagne et la Suède pour le mariage de Lady Louise Mountbatten avec Son Altesse Royale le prince Gustave-Adolphe, prince héritier de Suède ». Le traité déclare que les rois du Royaume-Uni et de Suède, « ayant jugé approprié qu'une alliance soit à nouveau contractée entre leurs maisons royales respectives par un mariage, se sont mis d'accord et ont conclu les articles suivants ». Ces articles prévoient que le mariage soit célébré à Londres et dûment authentifié, que les règlements financiers du couple soient décidés dans un contrat de mariage séparé déclaré « partie intégrante du présent traité », et que les ratifications par les deux nations de le traité soient échangées à Stockholm, ce qui a lieu officiellement le 12 novembre 1923.
Le 3 novembre 1923, à 34 ans, Louise épouse le prince héritier Gustave-Adolphe de Suède, en la chapelle royale du palais Saint James, en présence du roi George V et de membres des deux familles royales.
Le mariage est de l'avis de tous un mariage d'amour et est décrit comme très heureux. Louise est également appréciée de sa belle-mère en raison de sa nature amicale, même si elles se voient rarement, la reine Victoria de Bade passant la plupart de son temps en Italie. L'enfant unique du couple, une fille, est mort-née le 30 mai 1925. Louise, qui adore les enfants, aime passer du temps avec les petits-enfants issus du premier mariage de son mari.

### Princesse héritière de Suède

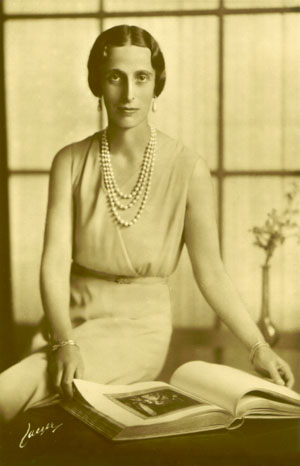
Louise dans les années 1930.

Le fait que la reine Victoria de Bade passe la majeure partie de son temps à l'étranger signifie que Louise assume de nombreuses fonctions royales dès le début de son mariage, ce qui est initialement difficile pour elle car elle est à ce stade décrite comme assez timide. Après la mort de la reine en 1930, Louise devient officiellement la Première dame du royaume, censée remplir toutes les fonctions d'une reine, vingt ans avant de le devenir. Cela signifie que Louise doit prendre en charge la protection de toutes les organisations et associations traditionnellement dévolues à la reine. Elle est ainsi nommée protectrice de la Croix-Rouge suédoise, de l'hôpital pour enfants de la princesse héritière Louise, de la maison Eugenia, du Drottningens centralkommitté (Comité de secours d'urgence de la reine), de l'Arbetsflitens Befrämjande (Association de promotion de la diligence), du Sophiahemmet et de la Svenska Hemslöjdsföreningarns Riksförbund (Société suédoise de l'artisanat). À ce propos, Louise remarque : « Il m'est difficile d'être la protectrice des différentes institutions, car j'ai été habituée aux travaux pratiques, comme une personne ordinaire, avant mon mariage ». En tant qu'ancienne infirmière, ce qu'elle est fière de souligner, Louise est intéressée par l'amélioration des conditions de travail des infirmières.
En 1926-1927, le couple princier héritier fait un voyage autour du monde pour promouvoir les intérêts suédois. Le voyage est décrit comme un grand succès, en particulier la visite aux États-Unis, au cours duquel le couple voyage de New York à San Francisco. L'intérêt du public est grand et le couple acquiert une réputation de « démocratique », après avoir refusé des formalités telles qu'accueillir des invités assis sur des trônes, ce qu'ils sont invités à faire lors de la réception d'un millionnaire américain. Lors d'une interview à Salt Lake City, Louise déclare qu'elle croit en l'égalité des sexes et que les femmes sont tout à fait capables d'être actives dans toutes les professions et dans le monde des affaires, ainsi qu'en politique : « Les femmes sont intellectuellement complètement égales aux hommes et, pourvu qu'elles reçoivent une éducation suffisante, sont tout aussi capables de mériter le respect et l'admiration que les hommes dans ce domaine ». En 1934-1935, elle fait un voyage similaire avec Gustave-Adolphe en Grèce, au Moyen-Orient et en Afrique. En 1936, Louise assiste aux funérailles de George V du Royaume-Uni.
Durant la guerre d'Hiver, lorsque des enfants réfugiés de Finlande sont envoyés en Suède, Louise leur aménage un foyer dans le domaine d'Ulriksdal, résidence de printemps du roi et de la reine, où elle se rend souvent, participant aux jeux des enfants. Après la guerre, elle reste en contact avec les « enfants d'Ulriksdal » et continue de leur rendre visite des années plus tard à Helsinki.

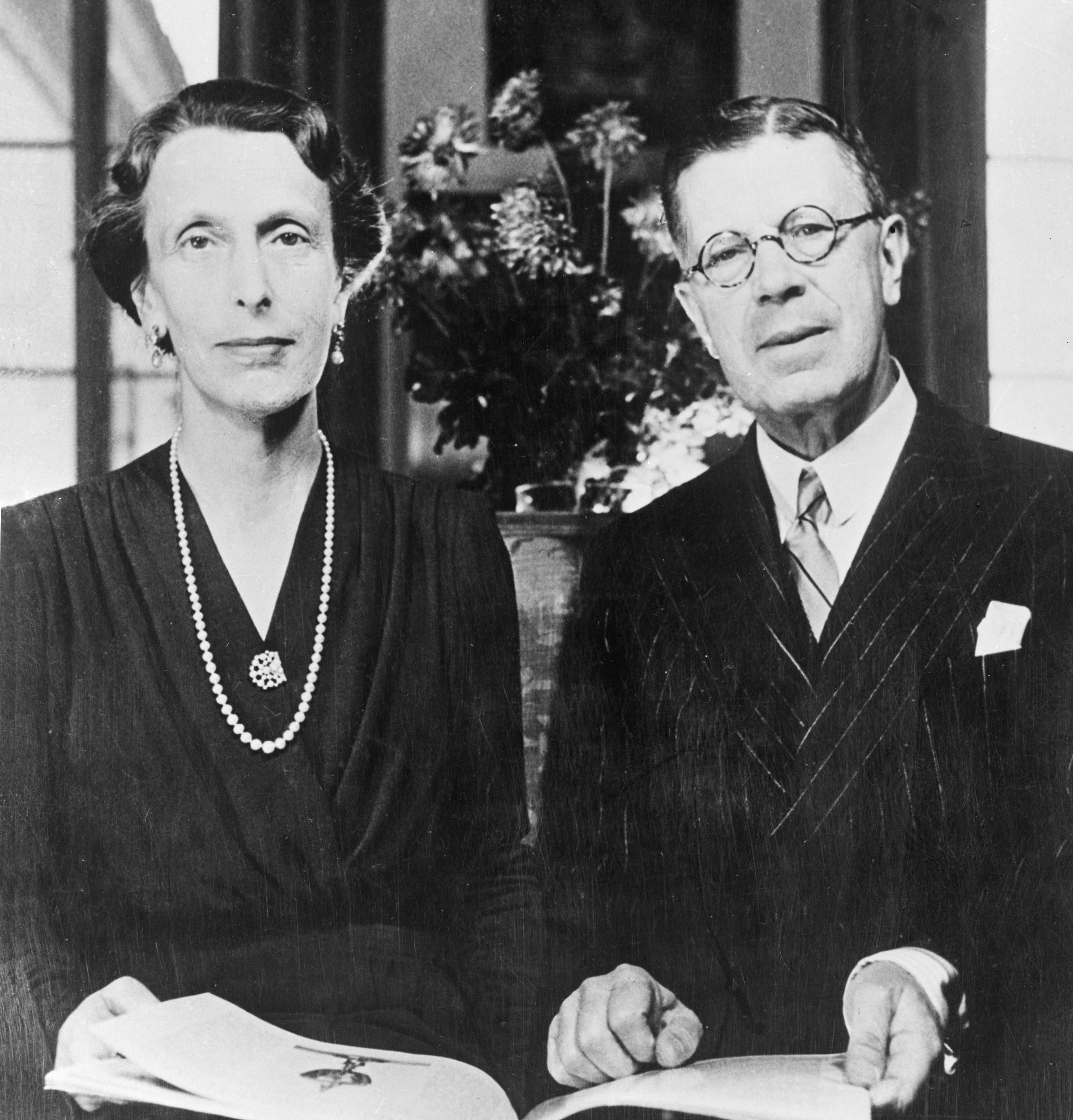
Le prince héritier et la princesse héritière en 1945.

Pendant la Seconde Guerre mondiale, Louise est active au sein de la Croix-Rouge. Elle collecte des bougies et d'autres sources de lumière non électriques pour les nécessiteux lors de la campagne Vinterljus (Lumières d'hiver). Une autre contribution est le Kronprinsessans Gåvokommitté för Neutralitetsvakten (Association des cadeaux de la princesse héritière pour les forces de défense neutres), qui fournit aux soldats mobilisés pour garder les frontières de la Suède neutre des cadeaux : des chaussettes, des écharpes et des bonnets tricotés par des contributrices de tout le pays. En tant que citoyenne d'un pays neutre, Louise peut également agir comme messagère entre parents et amis situés de part et d'autre des frontières belligérantes. Elle fournit également des vivres à de nombreuses personnes, comme deux vieilles dames de Münich, l'ancien professeur d'allemand de la défunte épouse de son mari et la princesse exilée en Palestine Tatiana Constantinovna de Russie. On dit que beaucoup seraient morts sans l'aide de Louise. En 1940, par exemple, elle envoie du ravitaillement au major britannique Michael Smiley de la brigade des fusiliers britannique, détenu dans un camp de prisonniers de guerre, après que sa belle-mère Alicia Pearson lui ait demandé son aide.

### Reine de Suède

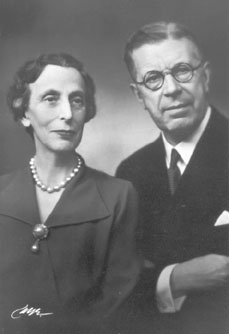
Louise et son époux dans les années 1950.

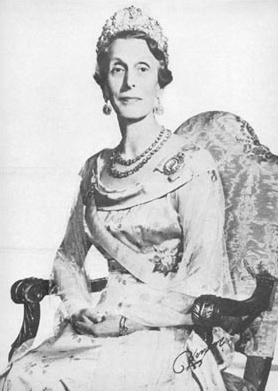
La reine Louise en 1963.

En 1950, Louise devient reine après l'accession au trône de son mari. Louise est décrite comme une véritable démocrate dans l'âme, et est donc quelque peu troublée d'être célébrée simplement en sa qualité de reine. En référence à cette attention, elle fait remarquer : « Les gens me regardent comme si j'étais quelque chose de spécial. Je n'ai sûrement pas l'air différente aujourd'hui de ce que j'étais hier ! ».
Louise n'aime pas le protocole de cour strict datant d'avant la Première Guerre mondiale, conservé par sa belle-mère, et le réforme, instituant de nouvelles directives en 1954 qui démocratisent de nombreuses coutumes. En 1962, elle abolit les présentations à la cour, les remplaçant par des « déjeuners de dames démocratiques », auxquels elle invite des femmes actives dans le monde du travail. Cette coutume se poursuivra après sa mort sous l'égide de la princesse Sibylle de Saxe-Cobourg-Gotha. Louise rénove et redécore aussi l'intérieur du palais royal de Stockholm.
Louise est décrite comme une grande patriote de son nouveau pays, et est souvent choquée par les habitudes non patriotiques. Elle est un partisan du système politique et de la démocratie suédoise et déclare à ses proches qu'aucun autre système politique que celui de la Suède n'a créé un développement aussi heureux pour aucune autre nation. La reine Louise admire également le peuple suédois et en particulier les femmes, en raison de ce qu'elle considère comme leur dignité naturelle sans distinction de classe, et remarque qu'elle n'a jamais vu un pays avec moins de vulgarité que la Suède.
Louise est décrite comme excentrique pour une personnalité royale, et comme capricieuse ; elle peut se mettre très en colère, mais il est dit qu'elle possède un bon cœur, un grand sens de l'humour et de l'autodérision, et qu'elle est capable de faire la distinction entre sa personne et son rôle royal. Elle peut manifester ouvertement sa sympathie, ce qui est considéré comme un signe de son honnêteté. Un courtisan commente : « Je décrirais la reine comme un "gentleman". Elle n'évite jamais de reconnaître ses propres erreurs ».
La reine a l'habitude de transporter avec elle des loulous de Poméranie qu'elle dissimule plus ou moins au moment de franchir la douane quand elle voyage à l'étranger (sous le pseudonyme de « comtesse de Gripsholm » ou de « Mrs Olsson »), ce qui n'est pas sans causer quelques problèmes. Après avoir passé chaque année ses vacances d'été avec son mari en Italie, elle part toujours avant lui pour visiter l'Angleterre avant de retourner en Suède. À Londres, elle traverse les rues en dehors des passages pour piétons, sans se soucier de la circulation, et elle faillit un jour être renversée par un autobus. Après cet incident, elle prend l'habitude de conserver dans son sac à main une petite carte avec ces mots : « Je suis la reine de Suède ». Lorsque son frère, Lord Mountbatten, lui en demande la raison, elle répond : « Si je me faisais renverser dans la rue, au moins les gens sauraient qui je suis ». À quoi son frère rétorque qu'ils la prendraient plus probablement pour une folle. Mais elle s'obstine.

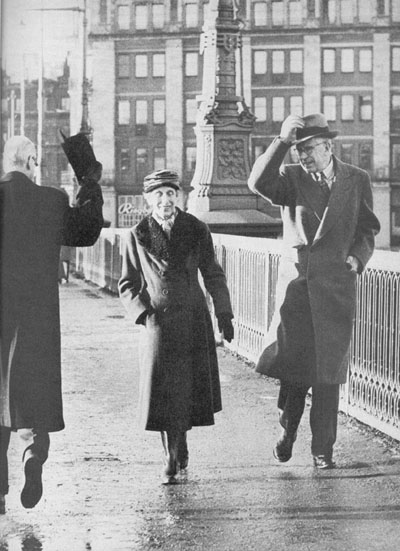
Le roi et la reine sur le pont Vasa.

Les Suédois apprécient beaucoup la reine Louise pour son humour et sa grande simplicité ; en cela, elle ressemble au roi. On les voit souvent se promener ensemble dans les rues de Stockholm, seuls, sans gardes du corps ni familiers de la cour. À première vue, rien ne les distingue des autres couples de passants. Le roi salue poliment les personnes qu'il croise, en soulevant son chapeau. La reine Louise aime faire ses courses dans le vieux quartier de Gamla stan et « s'évade » régulièrement du palais. Les habitants de Stockholm savent qu'ils ont toutes les chances de se retrouver à côté d'elle dans quelque boutique de textiles et de la voir s'absorber dans l'examen d'une nappe ou d'un coupon de tissu, oublieuse du monde extérieur.

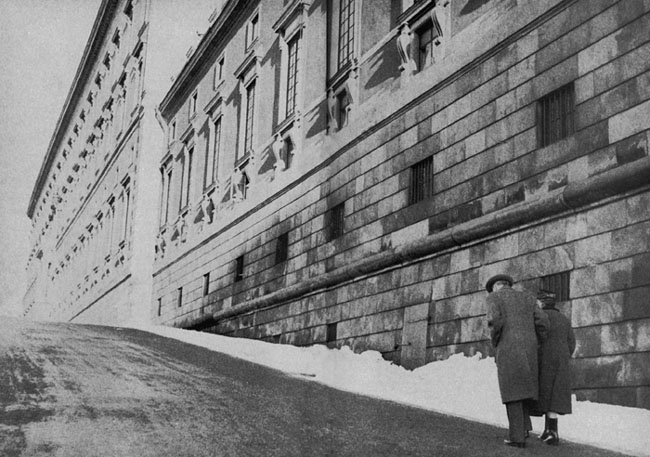
Le roi et la reine sur le chemin du retour vers le Palais royal.

En 1963, Louise accompagne son époux lors d'une visite d'État en France, où elle fait une grande impression sur le président Charles de Gaulle. Au dîner, elle lui dit : « Je dois vous demander d'excuser mon mauvais français. Mon français est celui qu'on parlait dans les tranchées de 1914 ». Charles de Gaulle assiste à son service commémoratif à Paris, cet événement étant la première visite d'un président français à l'église suédoise de Paris, ainsi que l'une des deux seules occasions où le général de Gaulle participe à un service commémoratif. Elle fait sa dernière apparition en public à l'occasion de la remise des prix Nobel en décembre 1964, au cours duquel personne ne remarque qu'elle est en fait déjà malade.
Louise Mountbatten meurt le 7 mars 1965 à l'hôpital de Saint Göran, après une opération due à une grave maladie. Elle est inhumée au cimetière royal d'Haga, dans les environs de Stockholm, aux côtés de la princesse Margaret de Connaught, la première épouse de Gustave VI. Celui-ci rejoint ses deux épouses à sa mort en 1973.

## Héraldique

Armoiries de la princesse Louise de Battenberg.
Armoiries de la princesse Louise, Duchesse de Scanie.
Armoiries de la reine Louise de Suède.
Monogramme de la reine Louise de Suède.

## Sources
- (en) Cet article est partiellement ou en totalité issu de l’article de Wikipédia en anglais intitulé « Louise Mountbatten » (voir la liste des auteurs).